# بي اف تشانغز
بي اف تشانغز تشاينا بيسترو (P. F. Chang's China Bistro) هي سلسلة مطاعم غير رسمية مقرها الولايات المتحدة تأسست في عام 1993 من قبل بول فليمنغ وفيليب تشيانغ والتي تقدم المأكولات الآسيوية المختلطة. كان «سنتربريدج بارتنرز» يمتلك ويدير تشانغز حتى استحوذت عليه شركة الأسهم الخاصة «تري آرتيسان كابيتال آدفيزورز» في 2 مارس 2019. يقع المقر الرئيسي لشركة PF تشانغز في سكوتسديل، أريزونا.
تتخصص السلسلة في المأكولات الأمريكية الصينية، بالإضافة إلى الأطباق الآسيوية الأخرى. تشغل بي اف تشانغز 300 موقعًا في 22 دولة ومطارات الولايات المتحدة، بما في ذلك مواقع تناول الطعام بالخارج بي اف تشانغز تو قو.
اسم «بي اف تشانغز» مشتق من اسم بول فليمنغ (PF) وفيليب تشيانغ (الذي تم تبسيط لقبه إلى تشانغ).

## تاريخ

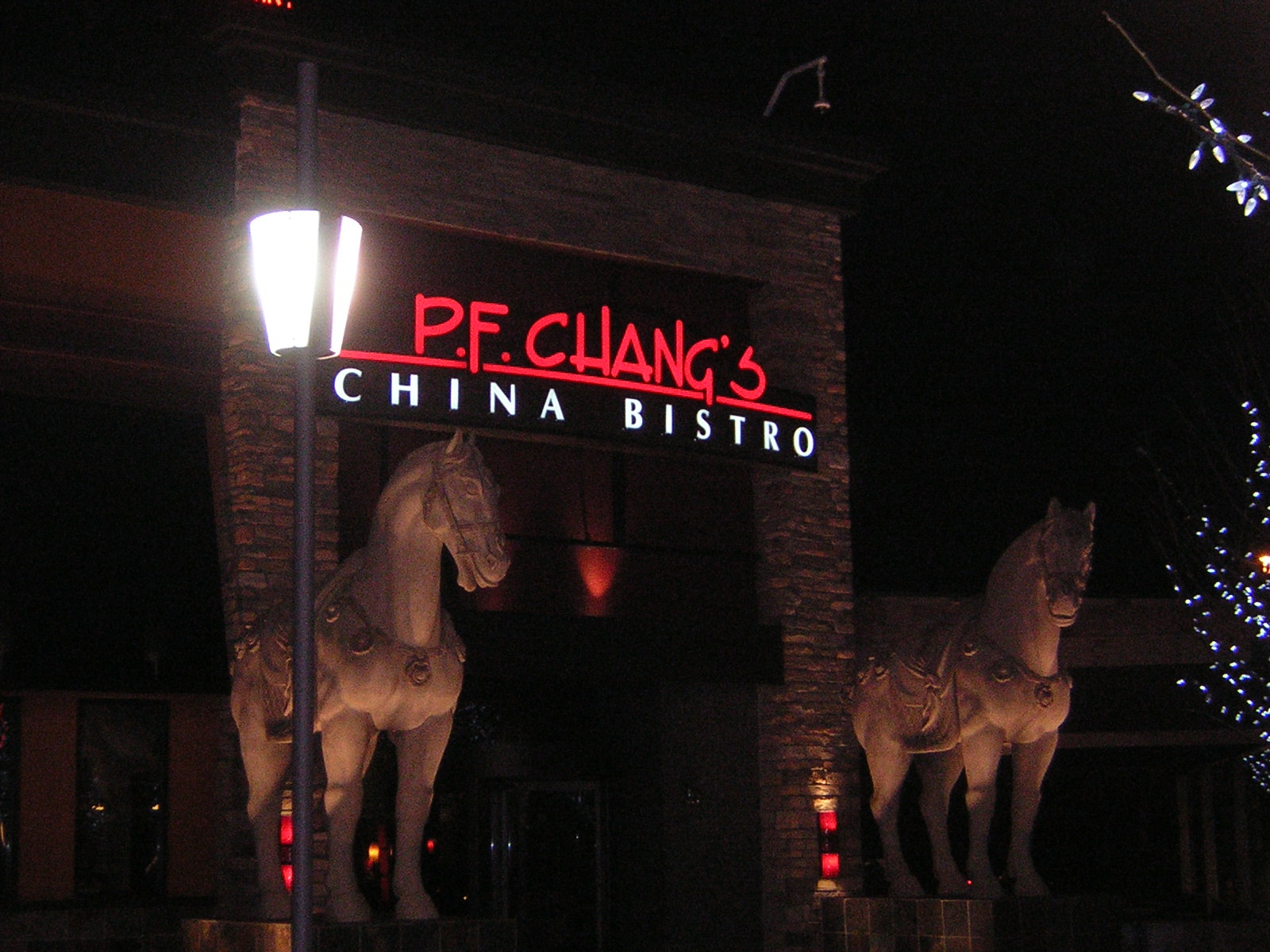
بي إف تشانغ تشاينا بيسترو. ستامفورد تاون سنتر (مغلق الآن)

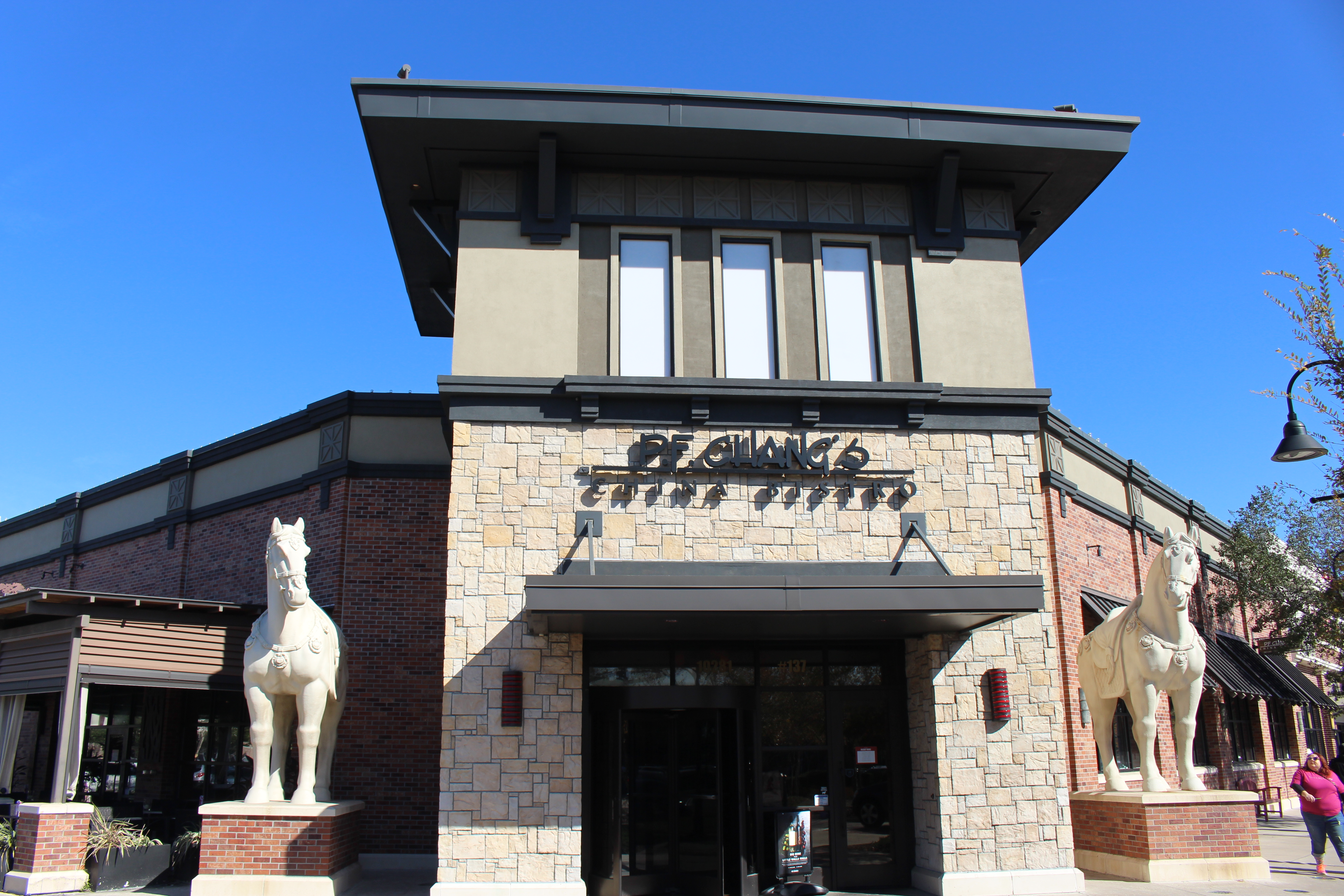
بي إف تشانغ تشاينيز بيسترو. مركز مدينة سانت جونز

تأسست السلسلة في عام 1993 من قبل بول فليمنغ وفيليب شيانج - ابن سيسيليا تشيانغ. تم افتتاح أول مطعم في ساحة أزياء سكوتسديل في سكوتسديل بولاية أريزونا. في عام 1993، تم تشكيل " شركة بي اف تشانغ الصين بريستو (P.F. Chang's China Bistro, Inc)، من الاستحواذ على أربعة مطاعم صغيرة أصلية.
في عام 2010، تم تقديم «قائمة بي اف تشانغ هوم منيو» ("P.F. Chang's Home Menu") في محلات السوبر ماركت. تمثل العلامة التجارية مجموعة من المقبلات والوجبات المجمدة التي تم بيعها بموجب ترخيص من شركة يونيليفر.
في عام 2012، قبلت تشانغز عرضًا من شركة الاستثمار الخاصة، «سنتربريدج بارتنرز» في صفقة قيمتها 1.1 مليار دولار.
حصلت شركة كوناغرا فودز على ترخيص قائمة بي اف تشانغ هوم منيو من يونيليفر في أغسطس 2012. 
في ديسمبر 2017، أعلنت تشانغز أنها ستفتح موقعًا في شنغهاي خلال الجزء الأول من عام 2018، أول موقع لـ تشانغ في الصين.
في يناير 2019، أعلنت تشانغز أنها تجري محادثات لبيعها إلى «تري آرتيسان كابيتال بارتنرز» وبولسون وشركاه مقابل 700 مليون دولار تقريبًا من مالكها السابق، «سنتربريدج بارتنرز».
في كانون الثاني (يناير) 2020، أعلنت شركة تشانغز أن موقع للوجبات السريعة سيكون في شيكاغو، إلينوي. حصلت تشانغز على أكثر من 5 ملايين دولار من قروض الأعمال الصغيرة كجزء من برنامج حماية شيكات الرواتب (الإغاثة من فيروس كورونا).

### إعادة البيان
في 15 مارس 2004، ذكرت تشانغز أنها قامت بتعديل محاسبة الشراكة، مما أدى إلى إعادة صياغة نتائجها المالية للسنوات السابقة. في 17 مارس 2005، قامت الشركة بتعديل محاسبة عقود الإيجار لتتوافق مع مبادئ المحاسبة المقبولة عمومًا في الولايات المتحدة. وبناءً عليه، قررت الإدارة ولجنة التدقيق أن البيانات المالية الموحدة الصادرة مسبقًا للشركة، بما في ذلك تلك الواردة في التقرير السنوي للشركة في نموذج (10-K) للسنة المالية المنتهية في 28 ديسمبر 2003، وتلك الواردة في التقارير ربع السنوية للشركة في النموذج (10 - Q) بالنسبة للأرباع الثلاثة الأولى من عام 2004، لا ينبغي الاعتماد عليها بعد الآن.

## قائمة الطعام

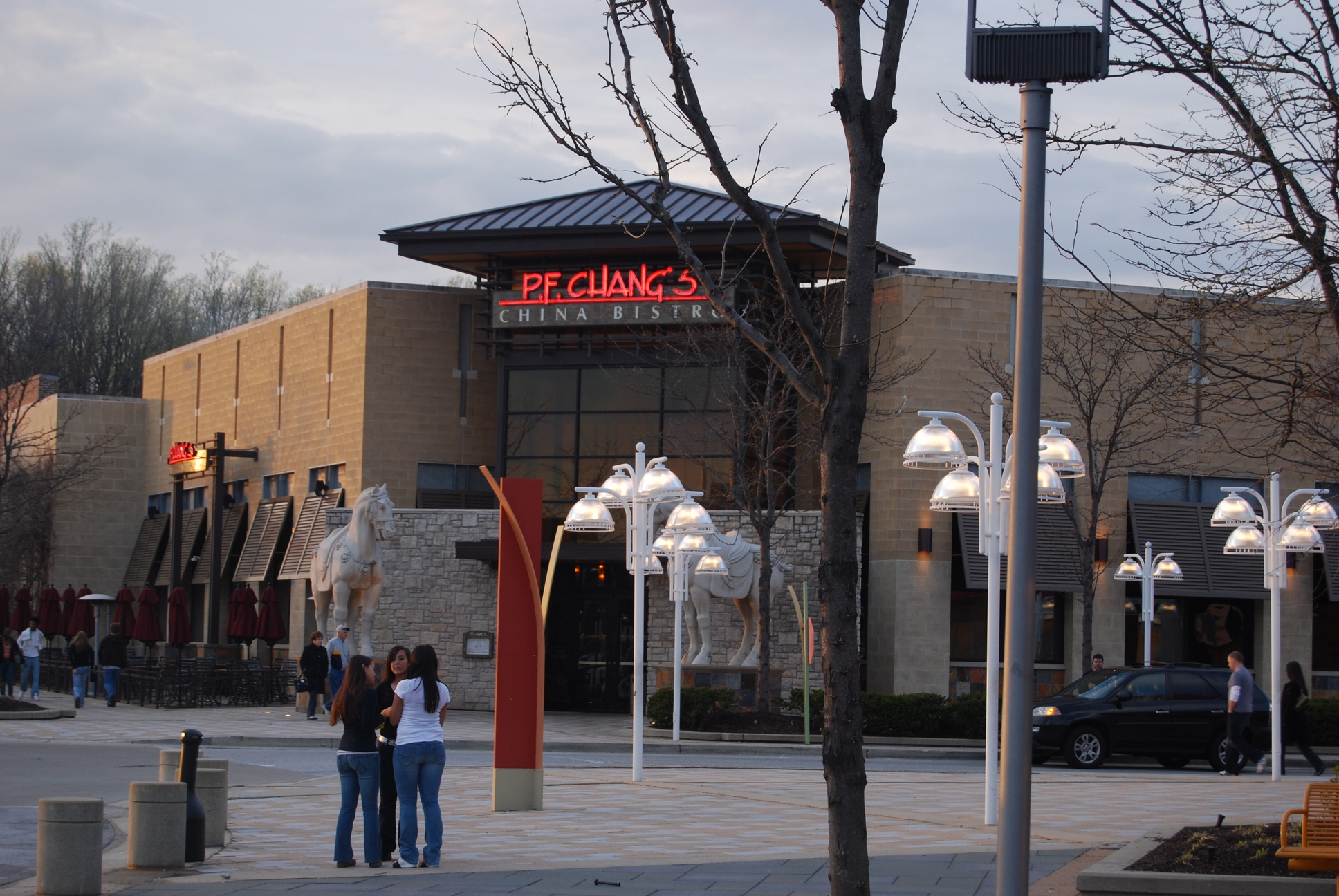
بي إف تشانغ تشاينا بيسترو. كولومبيا، ماريلاند

تتخصص السلسلة في المأكولات الآسيوية المختلطة. تشمل العناصر الخاصة في قائمة الطعام الخاصة بهم «لفائف الخس تشانغ» (Chang's Lettuce Wraps) ودجاج تشانغز الحار وبط بكين وأنواع مختلفة من السوشي. يتوفر النبيذ والمشروبات المتخصصة والبيرة الآسيوية والساكي والكابتشينو والإسبريسو خارج عروض المشروبات القياسية.

## خروقات البيانات

### خرق لبطاقة الائتمان
في منتصف عام 2014، تم الكشف عن المعلومات المتعلقة بانتهاكات بطاقات الائتمان في مطعم بي اف تشانغز من قبل مصادر مختلفة، وأكدت لاحقًا من قبل بي اف تشانغز.

### ثغرة أمنية
في 9 أبريل 2018، أظهر الباحث الأمني المستقل أكشاي «آكس» شارما عيبًا أمنيًا في برنامج مكافآت بي اف تشانغ والذي مكّن من تسرب معلومات الأعضاء، بسبب واجهة برمجة التطبيقات (API) التي تم تنفيذها بشكل سيء.

## روابط خارجية
- الموقع الرسمي